# 小行星1239
小行星1239（1239 Queteleta）是一颗围绕太阳公转的小行星。1932年2月4日，歐仁·約瑟夫·德爾波特在于克勒发现了此天体。
該小行星以比利時通才阿道夫·凱特爾命名。
这颗小行星的绝对星等为35.65761等。